# Mestres da gravura

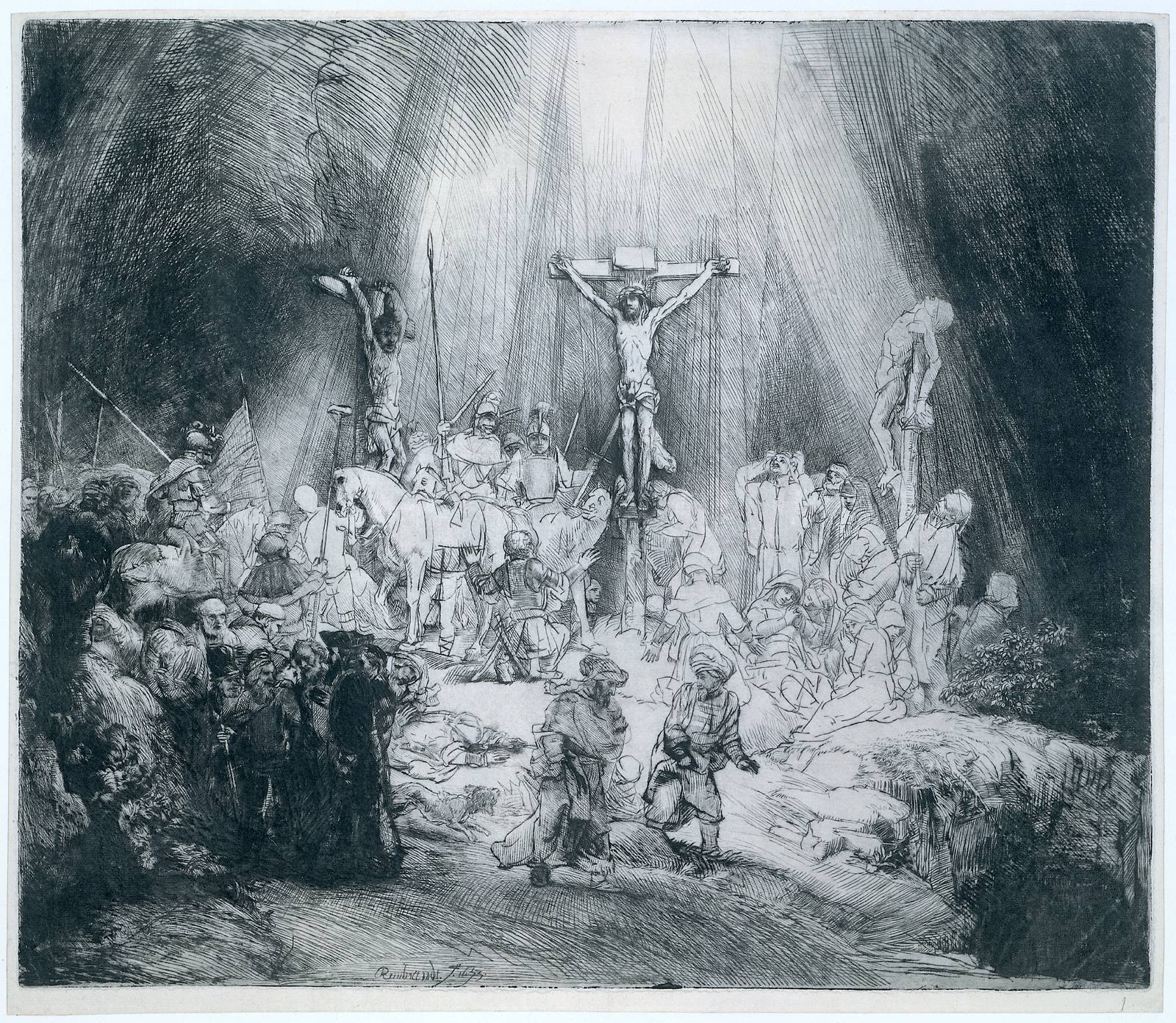
As Três Cruzes, gravura de Rembrandt.

Mestres da gravura são considerados todos aqueles artistas dos séculos XV a XVIII (até 1830) que iniciaram a arte da gravura dentro da tradição ocidental. As principais técnicas utilizadas nesse período foram a xilogravura, a gravura em metal e água-forte. Raramente as gravuras eram feitas em papel.
Muitos artistas europeus como Albrecht Dürer, Rembrandt e Francisco Goya trabalharam com gravura. A fama internacional desses artistas, na época em que viveram, veio principalmente de suas gravuras, que eram mais populares que suas pinturas. Hoje em dia acontece o oposto: museus e galerias popularizaram suas pinturas enquanto que as gravuras, por razões de conservação, são raramente exibidas.

## A xilogravura antes de Albrecht Dürer

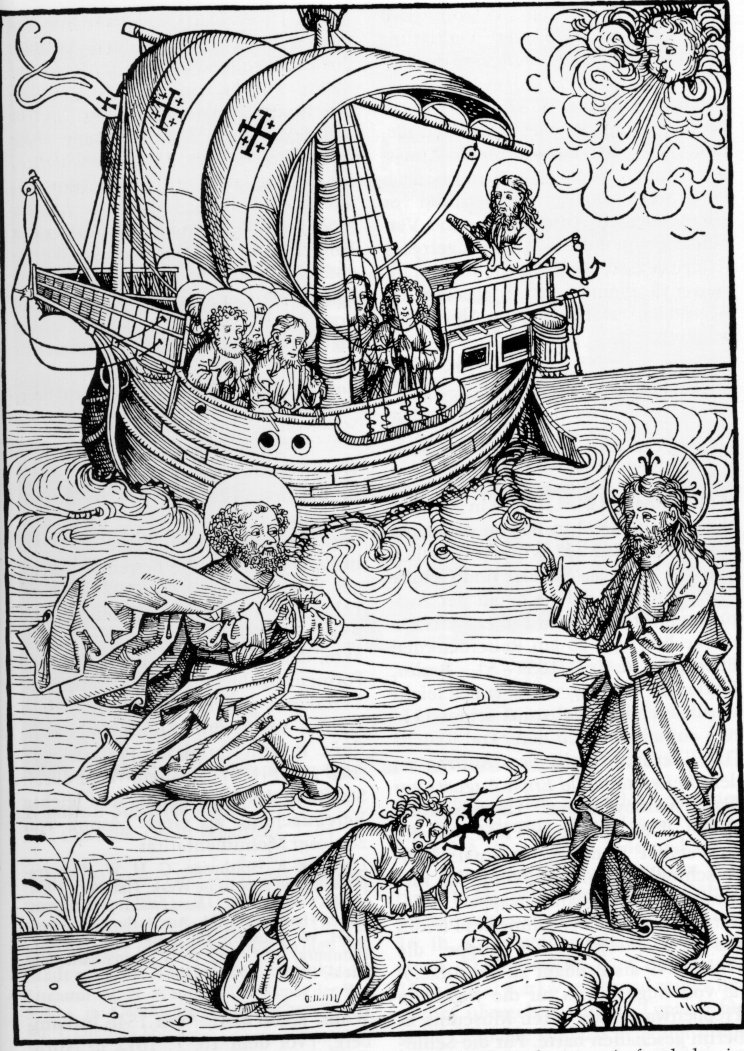
Obra de Michael Wolgemut

A técnica mais antiga de gravura é a xilogravura, que foi inventada como um método de impressão sobre tecido na China, no Egito e no Império Bizantino. A técnica alcançou a Europa através dos Impérios Bizantino e Islâmico antes de 1300. O papel chegou à Europa um pouco depois, também vindo da China através da Espanha Islâmica e já era fabricado na Itália.
XV, com a popularização do papel, a qualidade decaiu. A maioria das obras do século XV são religiosas, geralmente vendidas por mosteiros ou instituições religiosas. Nenhum artistas em particular era identificado até o final daquele século.
A xilogravura tornou-se popular no século XV e estava disponível nas cidades em grandes quantidades, pois a técnica de elaboração era fácil. O exemplo mais antigo de xilogravura na Itália é a Madonna do Fogo (Madonna del Fuoco), que está hoje na catedral de Forli. Nessa época, os centros mais importantes de produção eram a Itália, a Alemanha, a França e a Holanda - a Inglaterra não produziu nenhuma obra até 1480.
No fim do século XV, a xilogravura começou a ser usada em ilustrações para livros (iluminuras) e para cartas de baralhos. Nuremberg se tornou o centro de produção da técnica e Michael Wolgemut, o mestre da maior oficina da época. Lá foram executadas várias obras, entre elas as Crônicas de Nuremberg. Dürer foi aprendiz de Wolgemut nesse projeto, além de ser neto de Anton Koberger, seu impressor e editor.

## A gravura alemã em metal antes de Dürer

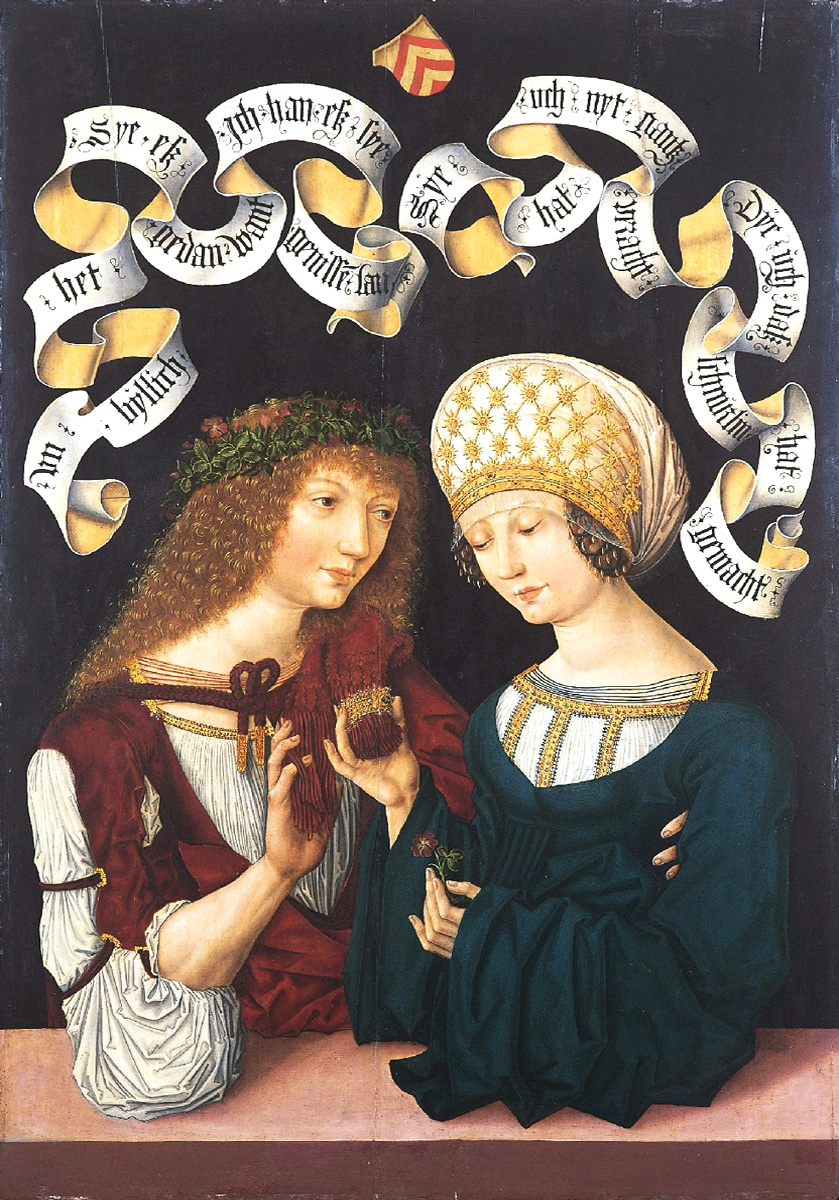
Par de Amantes, do Mestre de Housebook

A gravura em metal era parte da arte do ourives por toda a Idade Média e a ideia de imprimir a gravura em metal no papel veio da possibilidade de usá-la como meio de registrar os desenhos que eram vendidos.
Diferente da xilogravura, era possível identificar os artistas que trabalhavam com a gravura. O alemão, ou possivelmente suíço, Mestre das Cartas já estava trabalhando com a técnica em 1440. O Mestre E. S. foi o primeiro a assinar suas iniciais em uma obra.
O primeiro grande artista da época foi Martin Schongauer, que trabalhava no sul da Alemanha e também era um conhecido pintor. Israhel van Meckenem foi um gravador que vivia na fronteira da Alemanha com a Holanda, foi provavelmente treinado por outro gravador hoje identificado somente por Mestre E. S. e tinha a mais produtiva oficina de produção de gravuras entre 1465 e 1503. Outro artista notável do período foi o Mestre de Housebook.

## A gravura italiana
A impressão em xilogravura em metal apareceu no norte da Itália poucas décadas após sua invenção ao norte dos Alpes. Ela tinha usos e características similares, mas um estilo artístico diferente, que enfatizava temas seculares e renascentistas, enquanto que a gravura alemã ainda se influenciava pelo estilo gótico. A gravura provavelmente apareceu primeiro em Florença em 1440s. Vasari afirma que o também florentino Maso Finiguerra (1426–64) inventou a técnica.
Artistas de Florença dessa época são Baccio Baldini e Antonio Pollaiuolo. Outros centros de gravura eram Ferrara e Mântua, onde trabalhava Andrea Mantegna. De 1460 a 1490, dois estilos se desenvolveram em Florença: a Fine Manner e a Broad Manner, referindo-se à espessura das linhas usadas. Os artista do primeiro grupo eram Baccio Baldini e o Mestre da Paixão de Viena; na Broad Manner, Antonio Pollaiuolo.

## Gravura alemã e italiana após Dürer

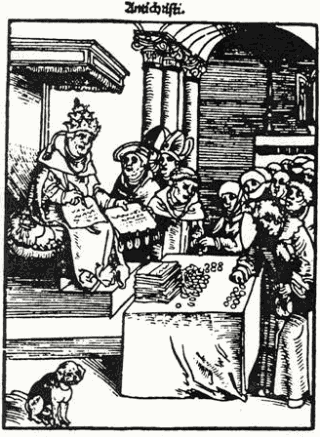
Lucas Cranach, O Anticristo

Nenhum artista do Norte conseguiu seguir sem se influenciar por Dürer. Lucas Cranach foi um deles, seguindo também a tradição de Matthias Grünewald. Lucas van Leyden se tornou o principal artista a rivalizar com Dürer. Albrecht Altdorfer produziu gravuras religiosas ao estilo italiano e também paisagens. Daniel Hopfer então cria a gravura em água-forte. Hans Burgkmair inventa a xilogravura em chiaroscuro. Por fim, Hans Holbein terminou uma grande geração de mestres, que hoje é geralmente chamada de Pequenos Mestres. O Norte da Europa não passou intacto pela avalanche do Renascimento italiano.
Na Itália, antes da Alta Renascença, vários artistas copiaram Dürer, entre eles: Marcantonio Raimondi e Agostino Veneziano. Logo, artistas como Rafael e Ticiano começaram a criar cópias de suas pinturas com a técnica da xilogravura. A popularidade das cópias foi tão grande que fez diminuir a arte original em gravura.
Os Pequenos Mestres da Gravura é um termo que engloba um grupo de vários artistas que produziram gravuras finamente detalhadas para um mercado burgês crescente, combinando elementos de miniatura de Dürer e Marcantonio Raimondi, concentrando-se em temas seculares, muitas vezes mitológicos e eróticos. Os artistas mais talentosos desse grupo foram os irmãos Bartel Beham e Sebald Beham.  Como Georg Pencz, vieram de Nuremberg e foram expulsos de sua guilda, por um tempo, sob a acusação de ateísmo. Outro artista importante foi Heinrich Aldegrever.
Após esse período, o trabalho em gravuras na Alemanha sofreu um forte declínio.

## O Maneirismo
Durante o período Maneirista, Parmigianino produziu obras em água-forte e Ugo da Carpi em xilogravura de chiaroscuro. Outros artistas italianos que seguiram a gravura foram Giorgio Ghisi, Battista Franco, Il Schiavone, Federico Barocci e Ventura Salimbeni. Muitos artistas italianos da gravura foram para a França continuar seu trabalho na chamada Escola de Fontainebleau. Cornelius Cort, holandês, após a morte de Ticiano foi para a Itália e ensinou a uma geração de artistas a técnica da gravura. Entre eles estavam Hendrik Goltzius e Annibale Carracci. Ainda nos Países Baixos, Pieter Brueghel, que era eminentemente um pintor, começou a também criar gravuras, junto com uma nova geração que se dedicava totalmente à nova arte: Aegidius Sadeler, Philippe Galle e Theodor de Bry.

## Século XVII

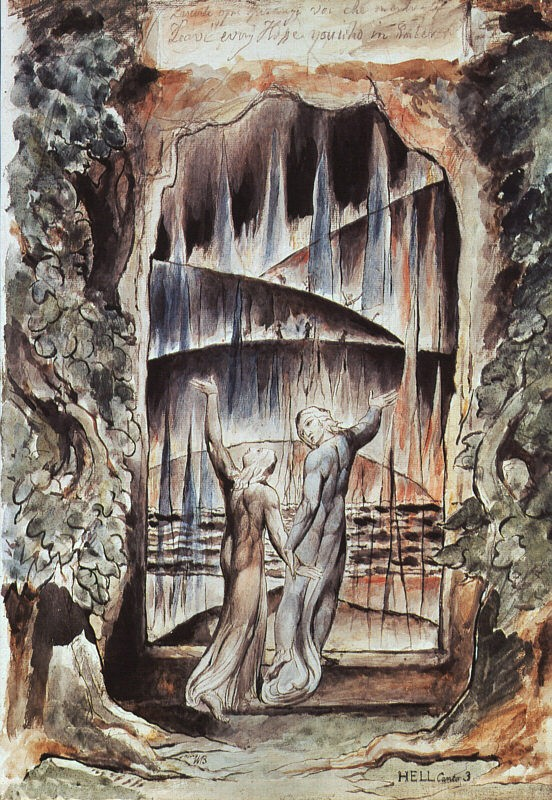
Dante e Virgílio nos portões do inferno, de William Blake

O século XVI viu um constante aumento no volume de impressões comerciais e cópias. Rubens, como Ticiano, tentou adaptar os gravadores de seu ateliê a um estilo particular que lhe agradava. Rembrandt comprou uma prensa e a colocou em sua casa. Trabalhou nela até o momento em que faliu e teve que vender o equipamento. Um grande número de outros gravadores holandeses produziram gravuras originais de qualidade: Hercules Seghers, Jacob van Ruysdael, Nicolaes Berchem, Karel Dujardin e Adriaen van Ostade. Na Itália surgiram Giovanni Benedetto Castiglione, José de Ribera e Stefano della Bella; na França, Jacques Bellange, Abraham Bosse, Georges de la Tour, Jacques Callot e Claude Mellan; na Holanda, Anthony van Dyck; e na Alemanha, Wenzel Hollar.

## Século XVIII
As gravuras extremamente populares de William Hogarth, na Inglaterra, pouco se preocupavam com os efeitos técnicos da impressão. Canaletto era também um pintor famoso, e embora suas gravuras sejam geralmente paisagens, são diferentes das pinturas, e cientes das possibilidades da água-forte. Piranesi foi basicamente um impressor e um inovador técnico. Gianbattista Tiepolo, perto do final de sua longa carreira, produziu algumas brilhantes água-fortes. A popularidade dos romances fez com que fossem necessários novos ilustradores, o mais importante deles, sem dúvida, Daniel Chodowiecki. Goya produziu basicamente em aquatints, uma versão da água-forte. William Blake foi pioneiro no relevo em água-forte. Por fim, na Inglaterra, John Sell Cotman e JMW Turner pintaram várias paisagens em água-forte. Com as poucas gravuras de Delacroix, o período dos mestres da gravura terminou em grande estilo.

## Artistas

### Alemães
| - Adolph Menzel - Albrecht Altdorfer - Albrecht Dürer - Bartel Beham - Daniel Chodowiecki - Daniel Hopfer - David Kandel - Erhard Reuwich - Ferdinand Piloty - Georg Pencz - Hans Baldung - Hans Burgkmair - Hans Holbein - Hans Sebald Beham - Heinrich Aldegrever | - Israhel van Meckenam - Johann Friedrich Overbeck - Jost Amman - Lovis Corinth - Lucas Cranach - Martin Schongauer - Max Liebermann - Mestre E. S. - Mestre das Cartas - Mestre de Housebook - Michael Wolgemut - Virgil Solis - Wenzel Hollar |  |

### Italianos
| - Andrea Mantegna - Annibale Carracci - Antonio Pollaiuolo - Baccio Baldini - Battista Franco - Canaletto - Federico Barocci - Francesco Villamena - Gianbattista Tiepolo - Giorgio Ghisi | - Giovanni Benedetto Castiglione - Giulio Campagnola - Il Schiavone - Marcantonio Raimondi - Parmigianino - Piranesi - Stefano della Bella - Ugo da Carpi - Ventura Salimbeni |  |

### Holandeses e Flamengos
| - Adriaen van Ostade - Aegidius Sadeler - Anthony van Dyck - Hendrik Goltzius - Hercules Seghers - Jacob van Ruysdael - Karel Dujardin | - Lucas van Leyden - Marcus Gheeraerts, o Velho - Nicolaes Berchem - Philippe Galle - Pieter Brueghel - Rembrandt - Rubens |  |

### Franceses
| - Abraham Bosse - Claude Mellan - Cornelius Cort - Delacroix - Georges de la Tour - Jacques Bellange | - Jacques Callot - Jean Morin - Philippe Galle - Robert Nanteuil - Theodor de Bry |  |

### Ingleses
- JMW Turner
- John Sell Cotman
- William Blake
- William Hogarth
- Thomas Bewick

### Espanhóis
- Goya
- Jusepe de Ribera

### Outros
- Carlos Oswald (Brasil)
- Matthäus Merian (Suíça)
- Urs Graf (Suíça)
- Václav Hollar (República Checa)